# هاینز-اتو پیتگن
هاینز-اتو پیتگن (Heinz-Otto Peitgen) (متولد ۳۰ آوریل ۱۹۴۵ در شهر نومبراشت نزدیک کلن) یک ریاضی‌دان آلمانی است و از اول ژانویه ۲۰۱۳ الی دسامبر ۲۰۱۳، رئیس «دانشگاه جیکوبز» بود. پیتگن در عرصه مطالعه فراکتال‌ها، نظریه آشوب و محاسبه تصویر طبی و همچنین معرفی فراکتال‌ها در سطح عمومی کمک کرد.

## زندگی
پیتگن از سال ۱۹۶۵ الی ۱۹۷۱ ریاضیات، فیزیک و اقتصاد را در دانشگاه بن آموخت و سرانجام در سال ۱۹۷۳ دکترای خود را از این دانشگاه به‌دست‌آورد. پایان‌نامه او تحت عنوان؛ «قضایا و پایداری مجانبی نقطه-ثابت» بود.
پیتگن پس از کسب رتبه شایستگی در سال ۱۹۷۷، از سوی دانشگاه برمن درجه استاد ریاضیات به او اعطاء شد که تا سال ۲۰۱۲ در آنجا خدمت نمود. او در راستای ترتیب و تدوین سیستم‌های دینامیکی سهم داشت و در دانشگاه، لابراتوری گرافیک کامپیوتری را به منظور آزمایش‌های ریاضی ساخت. پیتگن بعد از سال ۱۹۸۲ به عنوان رئیس مرکز سیستم‌های پیچیده و تجسمی در دانشگاه برمن ایفای وظیفه کرد. رشته‌های تخصصی او شامل ریاضیات، علوم کامپیوتر و محاسبه تصویری طبی است که روی توپولوژی جبری، تحلیل توابع غیرخطی، معادلات دیفرانسیل با مشتقات جزئی، معادلات دیفرانسیل تابعی، سیستم‌های دینامیکی، آنالیز عددی، نظریه آشوب، هندسه فراکتال، گرافیک کامپیوتری، پردازش تصویر و داده‌ها با تأکید بر سرطان‌شناسی، زوال عصبی و بیماری‌های قلبی-عروقی تمرکز داشت.
او در آغاز حرفه خود را در سال ۱۹۷۰ در عرصه توپولوژی جبری محاسباتی کمک کرد، سپس در دهه ۱۹۸۰ هندسه فراکتال را در گرافیک کامپیوتری رهبری نمود. بعداً در اوایل دهه ۱۹۹۰ نظریه آشوب و هندسه فراکتال را در آموزش ریاضیات ارائه نموده و در زمینه اصلاحات در تربیت معلم در آمریکا خدمت کرد. قسمت دوم کار او به‌صورت کامل روی کاربردهای دیجیتال در طب، مشخصاً در رادیولوژی و جراحی متمرکز شد.
پیتگن همزمان در آلمان و آمریکا به عنوان استاد ایفای وظیفه می‌کرد؛ او از سال ۱۹۸۵ الی ۱۹۹۱ در کنار استاد بودن در دانشگاه‌های برمن، در کالیفورنیا و سانتاکروز نیز استاد ریاضیات بود. پیتگن از سال ۱۹۹۱ الی ۲۰۱۲ در دانشگاه فلوریدا اتلانتیک در بوکا راتون استاد ریاضیات بود. در حال حاضر او ضمن این‌که از دانشگاه برمن بازنشسته شده‌است، استاد بازنشسته در دانشگاه فلوریدا اتلانتیک است. پیتگن در سال ۱۹۹۵ مرکز غیرانتفاعی محاسبه تصویر طبی " MeVis Research GmbH" را در شهر برمن تأسیس نمود که در اوایل سال ۲۰۰۹ به انستیتوت جامعه فراونهوفر مبدل شد و اکنون از آن به‌نام «انستیتوت محاسبه تصویر طبی» یاد می‌شود.
پیتگن اما بعد از این‌که در سال ۲۰۱۲ از دانشگاه برمن بازنشسته شد، ریاست این مؤسسه را ترک نمود. سپس او و دوستانش در سال ۱۹۹۷ یک شرکت تجارتی را تحت عنوان MeVis Medical Solutions AG (de) یا MMS ایجاد کردند که پس از سال ۲۰۰۷ وارد بازار سهام آلمان شد. MMS یکی از شرکت‌های تولیدی پیشتاز جهان است که محصولات نرم‌افزاری را برای طب مبتنی بر دیجیتال، بخصوص رادیولوژی دیجیتالی تولید می‌کند. این شرکت از طریق راه‌حل‌های نرم‌افزاری، ارزش افزوده مهم و قابل توجهی را در عرصه غربالگری و تشخیص، هم‌چنان تداوی و برنامه‌ریزی مداخله‌ای برای سرطان، به ویژه سرطان سینه، عصب‌شناسی و امراض ریوی برای دست‌اندرکاران رشته طبابت فراهم می‌سازد. پیتگن میان سال‌های ۲۰۰۶ و ۲۰۱۵ به عنوان رئیس هیئت نظارت ایفای وظیفه کرد.
او در چندین دانشگاه آلمان و آمریکا گماشته شده‌است و به عنوان پروفسور قراردادی (که یک دوره کوتاه در یک دانشگاه تدریس می‌کند) در دانشگاه‌های بلژیک، برزیل، کانادا، آمریکا، مکزیک و ایتالیا به تدریس پرداخته‌است. پیتگن نویسنده کتاب‌هایی است که همه برنده جایزه شدند و به زبان‌هایی چون: آلمانی، ایتالیایی، ژاپنی چینی، لهستانی و روسی ترجمه شده‌اند که در فهرست پرفروش‌ترین کتاب‌های جهان قرار گرفتند. افزون بر این، او مجموعه‌ای از فیلم‌هایی را ساخت که در انتشار هندسه فراکتال و نظریه آشوب در سراسر جهان کمک کرد. پیتگن سردبیر چندین ژورنال حرفه‌ای است که در تمام جهان خواننده دارد.
او در سال ۱۹۹۲ عضو آکادمی علوم و هنرهای اروپا و در سال ۲۰۰۸ عضو آکادمی علوم گوتینگن انتخاب شد. پیتگن در سال ۲۰۱۵ نیز ریاست رشته چهارم–علوم طبیعی در آکادمی علوم و هنرهای اروپا را به‌دوش گرفت و در سال ۲۰۱۵ بنابر شایستگی و توانایی‌اش در محاسبات تصویری طبی، موفق شد دکترای افتخاری «Dr. -Ing.h.c.» را به‌دست‌آورد.

## رهبری دانشگاه
دکتور پیتگن در اول ژانویه سال ۲۰۱۳ ریاست دانشگاه جیکوبز آلمان (دانشگاه بین‌المللی سابق برمن) را به‌عهده گرفت. او به جای رئیس قبلی، «یواخیم تروش»، که از این مقام در پایان سال ۲۰۱۳ استعفاء داده بود، تعیین شد.

## جوایز
- ۱۹۹۶: نشان افتخار شایستگی درجه ۱ جمهوری فدرال آلمان
- ۱۹۹۹: جایزه کارل هاینز بکورتس برای تحقیقات و ابتکارات[۵]
- ۲۰۰۵: برنده جایزه «تالار مشاهیر»[ت] دانشگاه فلوریدای اتلانتیک[۶]
- ۲۰۰۶: جایزه مؤسس آلمانی در رده «خیالپردازان»[ث][۷]
- ۲۰۱۳: برنده «مدال فراونهوفر»[ج]‏[۸]

## کتب منتخب
- The Beauty of Fractals, Springer, Heidelberg, 1986 (with P. H. Richter)
- The Science of Fractal Images, Springer Verlag, Tokyo, Springer, New York, 1988 (with D. Saupe)
- Newton's Method and Dynamical Systems, Kluwer Academic Publishers, Dordrecht, 1989
- Fractals for the Classroom – Part One, Springer-Verlag, New York, and NCTM, 1991 (with H. Jürgens and D. Saupe)
- Fractals for the Classroom – Part Two, Springer-Verlag, New York, and NCTM, 1992 (with H. Jürgens and D. Saupe)
- Fractals for the Classroom – Strategic Activities, Vol. 1, Springer-Verlag, New York, and NCTM, 1990 (with H. Jürgens, D. Saupe, E. Maletsky, T. Perciante and L. Yunker)
- Fractals for the Classroom – Strategic Activities, Vol. 2, Springer-Verlag, New York, and NCTM, 1992 (with H. Jürgens, D. Saupe, E. Maletsky, T. Perciante and L. Yunker)
- Fractals for the Classroom – Strategic Activities, Vol. 3, Springer-Verlag, New York, and NCTM, 1999 (with H. Jürgens, D. Saupe, E. Maletsky, T. Perciante)
- Chaos and Fractals: New Frontiers of Science, Springer-Verlag, 1992 (with H. Jürgens and D. Saupe); 2nd edition 2004, ISBN 0387202293